# Tanxu
Tanxu (chinois simplifié: 倓虚; chinois traditionnel: 倓虛; pinyin: Tánxū) né à Beitang (à l'est de Tianjin) le 3 juillet 1875 et mort à Hong Kong 11 août 1963, était un moine bouddhiste chinois. Devenu moine à l'âge de 42 ans, il fut extrêmement actif et contribua à la reviviscence du bouddhisme dans le nord de la Chine. Grand bâtisseur de temples, il fut le quarante-quatrième patriarche de l'école Tiantai.

## Biographie

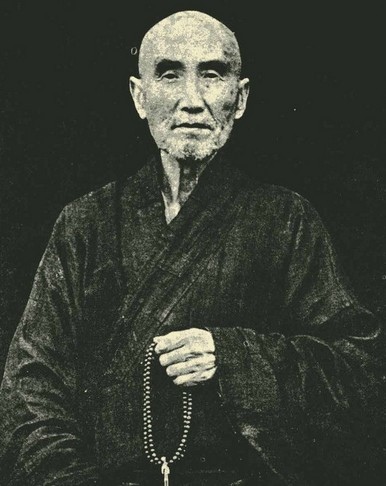
Maître Tanxu.

Tanxu, né sous le nom de Wang Shouchun, et connu plus tard sous le nom de Wang Futing,), est né en 1875 dans le village de pêcheur de Beitang, dans la province du Hebei, dernier d'une fratrie de sept enfants. Il échappe à la dure vie de pêcheur, et peut suivre les cours d'une école privée. À quatorze ans, il est placé chez un commerçant, mais le travail ne lui plaît pas, et il le quitte rapidement, passant alors son temps à lire des romans.
À dix-sept ans, en 1892, ses parents le marient à jeune fille de leur entourage. Il aura avec elle deux filles puis cinq garçons. Il est marqué par le décès d'un voisin qui, marié le même jour que lui, meurt quatre jours plus tard, emporté par le choléra. Ce fut un choc profond, qui fut suivi par un rêve  au cours duquel il se vit mort et traduit devant le roi des enfers pour être jugé. Ayant réussi à prouver son innocence, il fut autorisé à revenir sur terre, à condition de réciter quotidiennement dix chapitres du Sûtra du diamant (alors même qu'il n'en connaissant que le titre). Au réveil, il fut et resta persuadé qu'il avait vécu une expérience de mort suivie d'un retour à la vie. Mais dans son rêve, ce retour à la vie était limité à cinq ans. Et pour Tanxu, il s'agissait là non pas d'un rêve, mais d'une réelle expérience de mort et résurrection, une sorte d'expérience de mort imminente. Désormais, sa vie allait en être changée: il se lance dans une quête religieuse et spirituelle qui se fera de plus en plus pressante,.
Il travaille dans le commerce pour nourrir sa famille, mais quitte bientôt cet emploi pour ouvrir une pharmacie chinoise, à Yingkou (Liaoning). Ses compétences en médecine chinoise lui attirent rapidement une bonne clientèle. Durant son temps libre, il lit avec des amis des livres bouddhistes, en particulier le Sûtra Surangama.

### Entrée dans la vie monastique
Bientôt, l'idée lui vient d'embrasser la vie monastique, et au début de la quarantaine, au cours d'un déplacement à Pékin, il frappe à la porte d'un monastère et demande à être reçu comme moine. Mais l'abbé refuse d'accueillir dans sa communauté un homme marié et père de famille. S'ensuit une douloureuse crise existentielle, au terme de laquelle Tanxu abandonne les siens et part sans dire où il va. 

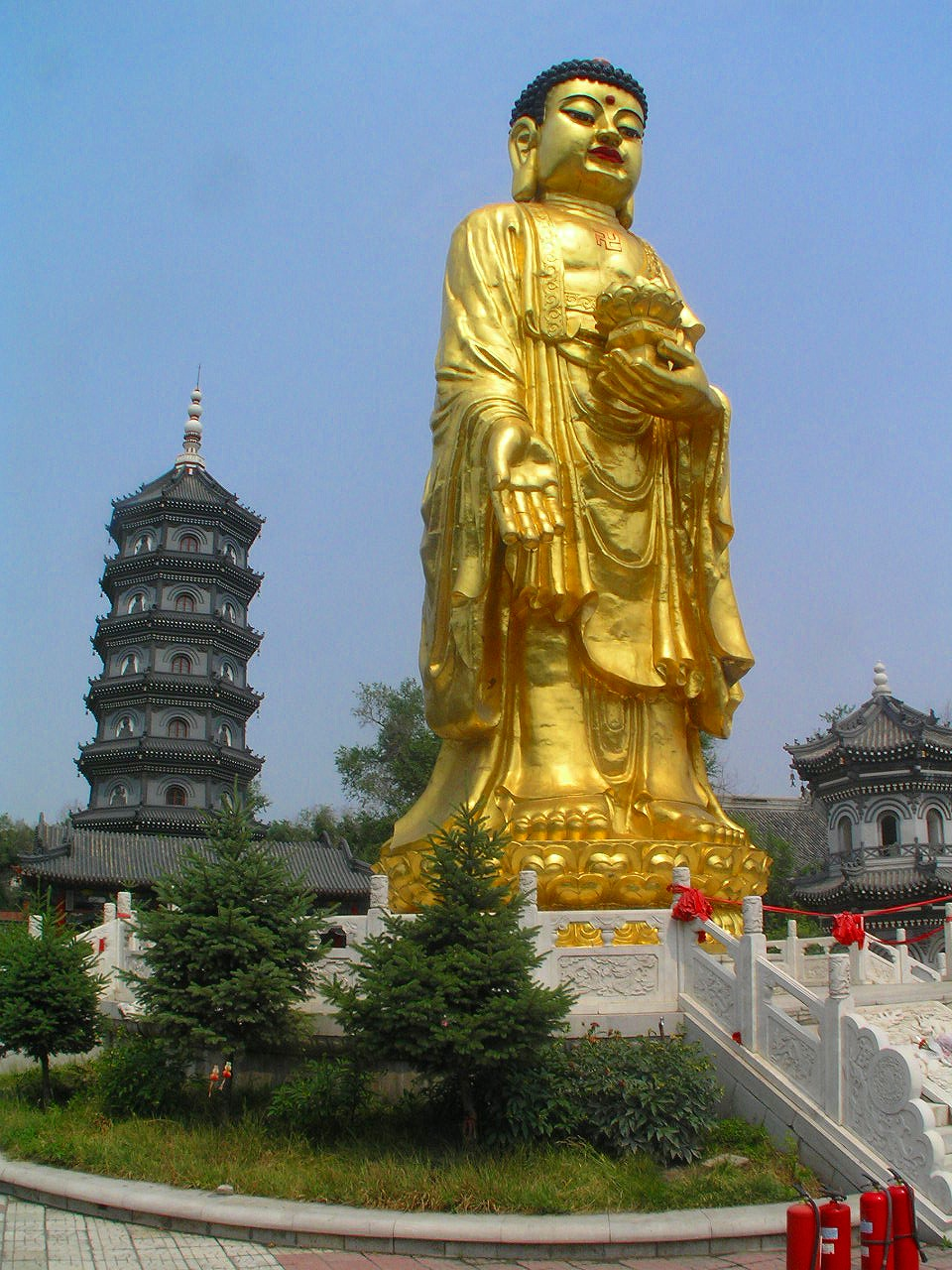
Vue du temple du Paradis (Jilesi), fondé par Tanxu à Harbin.

Il se rend à Tianjin, où il est reçu dans un temple de la région, et prend les vœux monastiques de shami, c'est-à-dire de novice. Il se soumet à tous les travaux et règles liés à son état, mais saisit rapidement l'occasion de prendre les vœux définitifs et de devenir moine en étant ordonné à Ningbo (Zhejiang) par Dixian (1858-1932), l'un des moines les plus importants de cette époque, patriarche de l'école Tiantai. Tanxu reste alors auprès de son nouveau maître, qui de son côté le tient en haute estime, ayant rapidement décelé les qualités de son disciple. Il espère qu'il pourra l'aider à influer un nouveau souffle au bouddhisme dans le Nord du pays.
En 1918, un séjour de trois mois à Pékin avec Dixian permet à Tanxu de nouer de solides amitiés avec des personnes dont certaines deviendront de proches collaborateurs. Deux ans plus tard, il retourne à Yingkou et revoit sa famille. Les explications sont douloureuses, mais finalement sa femme se rend à ses raisons, et plus encore se convertit au bouddhisme et devient finalement nonne. En outre, le dernier des fils de Tanxu se fera aussi moine et deviendra plus tard abbé du temple Jilesi à Harbin que son père fondera en 1924.